# 混合診療
混合診療（こんごうしんりょう、Mixed billing）とは、国際的に明確な定義はないが、厚生労働省は日本国内での「一連の医療行為について、保険診療と保険外診療の併用を認めること」としている。日本医師会によれば『保険診療と保険診療外の診療行為自体の混在ではなく、日本の国民皆保険体制の公的医療保険制度の主幹システムである「医療の現物給付」の中での「費用の混在」（一部負担金を含む保険給付と保険外の患者負担との混合）を指す』とされる。
なお、がんなど、命を脅かされ他の治療手法では見込みがない疾患に対し、患者本人の要望と自己責任において未承認薬を使用する場合は、コンパッショネート使用制度（Compassionate Use、人道的救済使用、緊急避難的限定使用、CU制度）といった例外措置制度があり、これは欧州連合圏では普及している。

OECD各国の一人あたり保健支出（米ドル、PPP調整）。青は公費、赤は私費

## 各国の制度
イギリス、カナダ、日本では疾病に対する一連の医療行為において混合診療を禁止する療養担当規則があるが、それ以外の国では法律規定はない。ただし、日本の混合診療解禁論で懸念されている危険医療実施や医師の儲け主義については、コンパッショネート使用制度、医薬分業、データ共有・公開、医師間相互チェック・第三者チェックなど医療・医薬品制度や規制によって実質的に抑制されている。
- カナダの医療では、公的保険保険のカバー範囲は州政府の指定する「必須医療」に限られ「非必須医療」部分については保険対象とならず、後者を混合提供には規制はない[9]。カナダ全10州のうち8州において、保険医は「必須医療」部分については公示価格以上を患者に請求を行うことはできないが、「非必須医療」部分の提供においては規制なし[9]。
- イギリスの医療では混合診療の禁止規定（同一疾患に対して公私併用受給禁止）があるが、NHS医療では治癒困難でありかつNHS医療提供区画とは別の区画にて診療する場合に限り混合治療を認めている[10][11]。またCU制度が制定されている[6]。
- フランスの医療ではポジティブリスト方式が取られており、保険対象外であるが行ってよい医療範囲が明確に示されている[12]。加えてCU制度（Temporary Authorization for Use）があり、フランス医薬品庁の許可を受ければ未承認薬が使用可能[12][6]。
- オーストラリアの医療は社会保険ではなく税方式となっているが、オプショナルなサービス提供（混合診療）を認めている[13]。またCU制度が存在する[6]。
- スイスの医療は強制保険ではあるが、医師は強制保険でカバーされない医療も実施することができる[14]。その際患者には告知義務があり、患者は疑わしければ保険者に審査を求めることができる[14]。またCU制度が存在しスイス医薬品庁に申請する。許可申請数は年間2000件ほど[6]。
- デンマークの医療にはCU制度が存在し、医薬品庁は毎年約9,000件のCU申請を受けている[6]。
- スペインの医療にはCU制度が存在する[6]。
- 韓国の医療ではNPO法人Korea Orphan Drug Centerの医院においてCU医療が行われている[6]。

## 日本の制度
保険医療機関及び保険医療養担当規則（省令）

（特殊療法等の禁止）

第十八条 　保険医は、特殊な療法又は新しい療法等については、
厚生労働大臣の定めるもののほか行つてはならない。
日本の医療制度では、保険医療機関において行う疾病に対する一連の医療行為において、保険給付外診療（自由診療）を併用した診療は認められない。同一の疾患に対して公的医療保険（健康保険、国民健康保険等）による治療と自由診療の治療を行った場合は一連の治療とみなされ、公的医療保険は適用されず全てが自由診療となる。従って、公的医療保険の支払い機関に一連の診療にかかわる診療報酬の全てを請求できない。
ここで、一連の医療行為とは保険診療を行っている疾病に対する医療行為全体を示す。したがって、自由診療の対象となる疾病と、保険診療の対象となる疾病が異なる場合は一連の治療ではないので混合治療とは見なされず同時に行うことが可能であり、医療保険の対象の治療に対する診療報酬を請求することができる。この解釈について、厚生労働省は、「出産のための入院中に骨折した場合」を例とすれば、骨折の治療は、自由診療である正常分娩とは独立した疾病に対する一連の診療を成しており、これを保険診療として取り扱うこととなる。その場合、当該傷病による治療が入院を要するものである場合には、当該ベッド代は保険給付の対象となるとしている。また、自由診療である健康診断の胃カメラの途中でポリープが見つかり切除した場合に、ポリープの切除や病理検査は健康診断とは独立した疾病に対する一連の診療を成していることから、公的医療保険による保険給付の対象となる、と説明している。同様に、インフルエンザの予防接種は自由診療であるが、現在受けている保険診療があるとしても、それとは一連の診療に該当しないため混合診療とならないので、保険診療と別に自由診療のカルテを作成し会計処理することが許されている。
日本における公的医療保険は、1911年に健康保険法の制定により国民の一部のみを対象として誕生し、1961年に国民健康保険法が制定されたことによりユニバーサルヘルスケアが実現していく過程で、1957年の厚生省令として制定された保険医療機関及び保険医療養担当規則第18条・19条が保険医は厚生大臣が指定する治療法と薬以外は使用してはならないと規定され、1984年に法改正によって特定療養費制度（保険外併用療養費制度）が設定されたことで混合診療の禁止の法的根拠とされた。それゆえ混合診療を行った場合に公的医療保険部分も含めて一切保険適用されずに患者の全額自己負担とすることについて法的な根拠があるのかには議論があるが、後述するように最高裁判所は保険医療機関及び保険医療養担当規則第18条の規定により混合診療による患者の全額自己負担を合法と判断した。OECDは、この制度は患者が公的医療保険で認可されていない新しい医薬品・治療法を選択することを高価にし、それらへのアクセスを遠ざけていると指摘している。
なお歯科については、伝統的に混合診療が認められており、患者の希望により一連の治療行為の中途より、自由診療への変更が政策的に認められている。

### 分類
国際医療福祉大学元大学院長（故人）の開原成允は一連の医療において保険範囲内と範囲外の診療を同時に行う場合を仮に混合診療とした場合は以下の5つに分類されるとした。
1. 保険診療範囲内の診療で回数などに制限があるものを制限以上に行う場合（制限外混合診療）
腫瘍マーカーの制限回数を超える医療行為など
2. 新医療技術でまだ保険診療として認められていない行為を保険診療と同時に行う場合（新技術的混合診療）
特定療養費制度の一種である高度先進医療など
3. 患者の価値観によって選択されるような保険範囲外の医療（価値観的混合診療）
健康診断などの予防医学的行為や美容整形的手術など
4. 政策的に決定された混合診療（政策的混合診療）
政策的判断から患者からの費用徴収が認められている特定療養費制度など
5. 医療行為ではない特別なサービスを保険診療中に受ける場合（アメニティー的混合診療）
特別室に入院した場合、医師を定めて予約した場合など、限定された少数のサービスなど

2004年（平成16年）12月15日、厚生労働大臣と規制改革担当大臣とが合意した「いわゆる混合診療問題に係る基本的合意」の中で文書化された「いわゆる混合診療問題について」という解説で、いわゆる混合診療で注目される保険外診療として以下の3つを挙げた。
1. 日本国内未承認薬の使用（諸外国では承認されているにもかかわらず日本では未承認、いわゆる「ドラッグ・ラグ」）
2. 高度先進医療（肝臓移植、体外衝撃波膵石破砕術など）
3. 腫瘍マーカー（腫瘍マーカー、ピロリ菌除去など）

### 裁判
この扱いについて、東京地裁は2007年11月7日、悪性腫瘍に対して一連の治療とみなされた保険診療と自由診療の混合診療において保険診療部分の給付を求める訴訟の判決のなかで、「健康保険法などを検討しても、保険外の治療が併用されると保険診療について給付を受けられなくなるという根拠は見いだせない」とし、国による現状の法解釈と運用は誤りであるとの判断した。一方で、同判決は、「法解釈の問題と、混合診療全体のあり方の問題とは次元の異なる問題」とも述べ、混合診療自体の是非についての言及は避けた。
しかし控訴審の東京高裁は2009年9月29日、保険医療機関及び保険医療養担当規則第18条規定が「混合診療を原則として禁止したものと解するのが相当」と判断を示し、悪性腫瘍に対する一連の保険診療に自由診療を併用する混合診療の禁止を適法として原告患者側の請求を退ける判決を言い渡した。最高裁も2011年10月25日、「保険外併用療養費制度は、保険医療の安全性や有効性の確保、患者の不当な負担防止を図るもので、混合診療禁止の原則が前提。混合診療を全額自己負担とする解釈は、健康保険法全体の整合性の観点から相当」として混合診療禁止を合法と初判断を下して上告を棄却した。

### 保険外併用療養費制度
保険外併用療養費制度とは、一連の診療に対して保険診療外の部分については全額自己負担（定価なく自由料金）となるが保険診療の部分については保険適用とする医療サービスのことである（健康保険法第86条）。#2004年前後の動向を受けて、従来の特定療養費制度を再編する形で制定された。
保険外併用療養費制度では保険対象外と保険対象が混じった費用の扱いになるが、あくまで国民皆保険の堅持を前提とするものであり、混合診療を無制限に解禁するものではない。しかしながら、保険診療において保険外診療（自由診療）との併用が認められているため「混合診療」と説明されることがあるので注意を要する。

### 診療行為の分断
健康保険法第64条で保険医療機関において健康保険の診療に従事する医師は保険医でなければならないとされるが、保険外診療を禁止する法的根拠はない。つまり、患者としては、保険医療機関で保険診療を受けながらの別の自由診療機関で保険外診療を受けることで保険外診療も受けながら保険医療機関における保険診療により健康保険からの給付を受ける形を取ることで混合診療を受ける時と同様の恩恵を受けることが可能である。

### 不正請求
以下のような手法で事実上の混合診療が横行しているとされる。
- 東京大学医科学研究所の上昌広特任教授は、保険診療と保険外診療のカルテを分けるなど、同じ患者の疾病に対する一連の治療を別々の治療に偽装するなどして、混合診療の発覚を免れようとする手段が医師の間で広く行われているとする指摘している[24]。
- 東京医科歯科大学の川渕孝一教授は、適応外の薬を処方するために嘘の病名を書いたりするなどの辻褄を合わせる形で「ヤミの混合診療」が日常的に横行していると指摘している[25]。

### 歴史

#### 公的医療保険黎明期の動向
1950年代の国民皆保険黎明期には、医師らは保険医療を「制限医療」だとして強く忌避し、患者に自由診療を勧めていた。当時の医師にとって保険医療とは「医師という専門職における自由な創造性に基づく裁量権」を制限するものであり、追加費用を支払って自由な医療を受けようとする患者の、任意に選択した医療を受ける機会を奪うものであると医師らは主張していた。
1961年には日本医師会が主導する全国一斉休診や、保険医指定の辞退運動も起こっていた（全国保険医団体連合会#連絡会の成立）。

#### 2004年前後の動向
2004年、小泉純一郎首相（当時）が混合診療解禁を指示し、これを受けた規制改革会議では混合診療の緩和が提言され、賛否分かれての大きな議論となった。その結果、混合診療は全面解禁せず、保険収載された新薬の適応外投与が追加される等、特定療養費の範囲を拡大することで政治上の合意がなされた。それを受け、2005年の厚生労働白書においては、特定療養費制度を廃止し、保険導入のための評価を行う「保険導入検討医療（仮称）」および保険導入を前提としない「患者選択同意医療（仮称）」に再編成する案として述べられており、これは後の保険外併用療養費制度となった。
混合診療を解禁すると、所得による医療格差が生じないか?
混合診療解禁側の論
規制改革・民間開放推進会議は、「いわゆる『混合診療』を避けるため、例えば本来1回の入院・手術で済むところを保険診療部分と保険外診療部分とに分けて行う等、あえて診療行為の分断等を行うことにより、患者の身体的・経済的負担を増大させる」「『混合診療』が解禁されれば、患者がこれまで全額自己負担しなければならなかった高額な高度・先端的医療が、一定の公的医療保険による手当ての下で受けられるようになるため、『金持ち優遇』どころか、むしろ逆に、受診機会の裾野を拡大し、国民間の所得格差に基づく不公平感は是正される」「医療保険は、国民の支払う保険料と公的負担を財源として給付されるものであり、どの範囲の医療を保険の対象とするかの問題は、保険に関する政策の在り方として混合診療の問題とは別にそれ自体独立して決定すべきである。したがって、国民が負担能力に関係なく適切な医療を受けられる『社会保障として必要十分な医療』は保険診療として従来どおり確保しつつ、いわゆる『混合診療』を解禁することは十分可能であり、『混合診療』の解禁が国民皆保険制度の崩壊につながるとの批判は的外れである。」としている。
混合診療禁止側の論
日本医師会は、「政府サイドから発表される昨今の医療制度改革案は、総じて医療費あるいは医療保険給付費の圧縮に焦点が当てられている感が否めない」として不信感を抱いており、現在公的医療保険の対象となっている診療が保険外となる可能性を指摘している。
全国保険医団体連合会は「混合診療を推進する人たちの本当の狙いは、決して患者さんの選択肢を広げることではなく、本来公的医療保険で扱うべき医療の範囲を縮小し、その分を自由診療に移し変えようというもの」「保険給付の範囲がどんどん縮小され、公的保険では必要な医療まで受けられなくなる危険性があります。これでは、患者さんの選択肢を広げるどころか、逆に『今よりも選択の幅が狭まる』ことになります。」「相次ぐ医療改悪で、ただでさえ日本の患者負担は先進国一高くなっており受診抑制が広がっています。」としている。
患者団体（混合診療禁止）側の論
日本患者・家族団体協議会(JPC、現一般社団法人日本難病・疾病団体協議会)は2004年12月、「この混合診療の解禁は、『新たな医療技術や治療法、薬などの保険適用を遅らせ、既に保険が適用されているものまで保険から外される』内容です」「私たちは医療を受ける当事者として、混合診療解禁と特定療養費拡大に反対する声明を小泉首相や経済財政諮問会議などに送付した。
患者団体（CU制度導入）側の論
NPO法人がんと共に生きる会は、厚生労働省などが懸念する有効な治療法が「保険適用外におかれ続ける」ことは「当会の懸念でもございます。」としつつも、緊急避難的な解禁で「科学的根拠のある未承認薬を試すことができる機会」が増えるとしている。また、「一定収入以下の人に対しては、救済措置を講じること」を求めている。
混合診療を解禁すると、有効性や安全性等に問題のある医療行為がはびこるのではないか？
混合診療解禁側の論
規制改革推進会議は、「自由診療が容認されている現状において、混合診療に限って患者負担の増大や有効性、安全性を問題にすることは理解に苦しむ。」「厚生労働省からは、『医療については、医師法、医療法、薬事法等により国民の健康の保持、安全の確保等の観点から必要な措置が講じられているところであり、保険外診療であるからといって患者の健康・安全の観点からの審査を必要としないという趣旨ではない』として、保険外診療においても一定の安全性の確保はされているとの趣旨の回答(平成15年4月2日付)を得ている。この回答に基づくと、一定の安全性が確保されている保険外診療と安全性が確認されている保険診療を併用した場合に、何故に「安全性に欠ける」との結論が導かれるのか理解に苦しむ」「厚生労働省の主張する(混合診療を解禁した場合)『有効性や安全性の担保されていない療法が蔓延する』との点については、逆に『誰がそのような療法を行うのか』という点が問題であり、そのような裏づけのない危険かつ有害な治療を行う医師の取締りこそが、保険診療・保険外診療（自由診療）・混合診療のいずれかを問わず、本来求められる」としている。
混合診療禁止側の論
日本医師会は「製造や輸入の承認や健康保険適用の判断基準を明確にして、審議や結果をオープンにすることが必要です。そのうえで保険適用されなかった薬は、有効性や安全性等の問題が指摘されたものと考えられます。このような薬の使用を混合診療として保険外で認めれば、結果的に使用を促進し、重大な健康被害等が全国に拡大するおそれがあります。」としている。
神奈川県保険医協会は、混合診療を解禁すれば、患者と医師の情報の非対称性の高いため、真贋の判断が難しい患者が混乱をきたし、まがいものやまじないの類が医療現場へ侵入しやすくなるとしている。
患者団体（CU制度導入）側の論
NPO法人がんと共に生きる会は「科学的根拠のない医療行為が行われることには、当会も反対しております。」とし、「アメリカでの厳しい臨床試験に合格した有効性については科学的根拠のあるもの」だけに限定した緊急避難的解禁を求めている。
混合診療を解禁するのではなく、現在、保険対象となっていない医療を保険適用させるべきでは?
混合診療解禁側の論
規制改革推進会議は、「現行の特定療養費制度による対応で十分とする見解があるが、同制度の下で医療技術及び医療機関ごとに個別に承認し、保険診療と併用した場合にその基礎的部分(初・再診料、入院医療等)に保険給付する方法では、手続も煩瑣で時間がかかり、患者の多様なニーズへの迅速な対応や医療現場の創意工夫、医療技術の向上を促すには不十分」特定療養費制度における高度先進医療の「承認手続きの簡素化」は「極めて不十分」であり「その抜本的見直し(審議の迅速化、透明性の確保、利用者志向への転換等)が行われない限り是認し難い。」としている。
混合診療禁止（保険適用拡大）側の論
日本医師会は「当該技術等の有効性や安全性に関する科学的根拠が確立されているにもかかわらず、保険適用がなされていないということは、不合理以外のなにものでもない」「新たな診断・治療技術や医薬品等の保険適用に関して、これを迅速化するルールを速やかに設定し、審議過程や保険適用の基準を明確にすることが必要」としている。
患者団体（CU制度導入）側の論
NPO法人がんと共に生きる会は、「当会は、基本的には、国民皆保険制度を支持しております。」「厚生労働省および日本医師会は、科学的根拠のある薬は、承認され保険収載され、国民皆が通常の保険診療で受けられるようにするのが『王道』だと仰います。当会もその考えに全く異論はございません。科学的根拠のあるがん治療薬は、いち早く承認し、保険収載することを、以下のように、これまで何度も厚生労働大臣等に要請して参りました。」と原則的には「日本の皆保険制度を支持」しつつ、「タイム・ラグが解消されるまでの『緊急避難的』措置」としての「部分的」解禁を求めている。
保険財政を改善するためにも、混合診療を解禁すべきでは？
混合診療解禁側の論
内閣府総合規制改革会議の資料には「医療のムダの排除、透明化により、保険財政を効率化」と書かれており、混合診療解禁により保険外診療が増大する一方で保険診療を削減できる図が描かれている。東京医科歯科大学客員教授の亀田隆明は「公的負担(保険料、税金)の増大を極力回避して、自己負担の増大で医療財源の問題解決を抜本的に講じるのであれば、やはり混合診療を原則自由化し、自己負担分に民間保険を拡充するという選択肢は避けられない」としている。
混合診療禁止側の論
全国保険医団体連合会は、保険財政の悪化は「国が老人医療への国庫支出割合を45%から35%へ引き下げたこと」「それにともなう健康保険組合からの老人医療への拠出金割合が33%から40%へと増加したこと」「リストラと賃金据え置きにより保険料収入が大幅に減少したこと」であり「財政悪化の主な原因は、老人医療費などが支出急増ではなく、保険料収入の大幅減少である」として「財政の収支改善のためにも、拠出金割合を適正なレベルに戻すことと、老人医療への国庫負担率を元に戻すことが求められます」と主張している。同連合会は「無駄な大型公共事業を見直し、過去最高益を更新し続けている大企業に応分の負担を求めれば、財源は十分に生み出せます」「公共事業が社会保障を上まわっている国は、日本以外にはありません」「本当に改革しなければならないことは、まさにこの逆立ちした財政支出の構造ではないでしょうか」とも主張している。神奈川県保険医協会は「基本は未承認の抗がん剤や、検査・治療」は「金額的にも医療費への影響度は0.01%もありません」とし「公費から医療費助成制度の創設で対応が財政的にも十分可能です」としている。
日本医師会は「患者負担の増大は、受診者の経済力格差による医療の差別化を派生させる」「混合診療の全面解禁によって、公的医療保険の給付範囲が縮小する懸念がある」「財政当局が、そのほうが公的医療費支出を抑制できると考えるためである」としている。
本音は国民の利益のためではなく医療利権にあるのでは？

混合診療禁止側の論
神奈川県保険医協会は混合診療解禁を求める規制改革・民間開放推進会議の事務局に「セコム、第一生命、三井住友海上、東京海上火災など保険会社」が名を連ねていること、「宮内議長が会長を務めるオリックスは医療のあらゆる分野に進出」していること等を指摘し、特定療養費の拡大で不十分とするのは「自費料金の目安の提示や、取り扱い医療機関の限定など厚労省の監督下の解禁では、民間医療保険の商品開発に制約がかかることや、その他の事業がやりにくい」からだとしている。

#### 2009年OECD報告書
2009年のOECD対日審査では、この制度は日本独自のものであり英国でのかつての同様制度は現在撤廃されていると報告し、また改革案には厚生労働省と日本医師会が主に平等位の面から強く反発していると記載されている。OECDは「患者ニーズの多様化と医療技術の進化を考慮し、自由診療との混合が認められる請求範囲を拡大する必要があり、それによって先進的な治療・医薬品へアクセス可能となり、医療の質が向上する」「これによって医療機関間の競争が活性化する」と勧告している。
また医療製品の認可ラグ(ドラッグ・ラグ)の長さについて、平均1,417日間である状況（2004年）を他国並みに改善すべきと勧告されている。

#### TPP
2011年からは、日本医師会などが、2010年末から米州太平洋アジア10か国近くで提唱されている環太平洋戦略的経済連携協定（TPP）交渉において、日本の医療自由化が議題となる可能性を指摘している。日本医師会は、TPPから公的医療保険制度を除外することと混合診療の全面解禁を行わないことを約束するよう政府に求めている。西村康稔衆議院議員は、アメリカ合衆国通商代表部(USTR)日本担当のウェンディ・カトラー代表補が日本の皆保険制度については何も要求しないと明言したとしている。

#### 2016年
健康保険法改正により、2016年4月からは患者申出療養が解禁された。